# اترو (مد)
اترو (ایتالیایی: Etro)؛ یک خانهٔ مُد لوکس و خرده‌فروشی ایتالیایی تحت مدیریت خانوادگی است که در سال ۱۹۶۸ میلادی توسط جیمو اترو تأسیس شد. این خانه عمدتاً به خاطر الگوهای بته‌جقه‌ای خود که شرکت ساخت آن‌ها را در سال ۱۹۸۱ میلادی آغاز کرد، شناخته شده است.

## تاریخچه
اترو در سال ۱۹۶۸ میلادی توسط جرولمو «جیمو» اترو به عنوان یک شرکت طراحی پارچه تأسیس شد. در زمان تولد شرکت، جیمو و همسرش، روبرتا (که یک دلال عتیقه بود)، مجموعه‌ای از ۳۰۰ شال عتیقه را جمع‌آوری کرده بودند که هنوز یکی از بزرگ‌ترین مجموعه‌های خصوصی موجود امروزی است. محرک اصلی سبکی برای اترو در دهه‌های اول آن، الگوی بته‌جقه و تغییرات در این الگو بود. دفتر مرکزی این شرکت در میلان، خیابان اسپارتاکو واقع شده است و در سال ۱۹۷۷ میلادی بازسازی شد. دفتر مرکزی شامل هنر نساجی است که در کتابخانهٔ داخلی آن‌ها بایگانی شده است. یاکوپو اترو، رئیس آیندهٔ منسوجات، بعداً در مورد این دوره اظهار نظر کرد، و اظهار داشت که او زمانی که کودک بود شروع به بازدید از بایگانی کرده بود و ساعت‌های زیادی را صرف کپی کردن طرح‌های پارچه و آزمایش با سبک خلاقانهٔ خود کرده بود. پس از سفری به هند که توسط مدیران اترو انجام شد، خط منسوجات مبلمان در سال ۱۹۸۱ میلادی آغاز به کار کرد. طبق نوشتهٔ مجله ال، طرح بته‌جقهٔ «چرخش» که طی در این سفر خلق شد اکنون «مترادف» با برچسب است.
این شرکت در سال ۱۹۸۴ میلادی شروع به تولید کالاهای چرمی کرد که از پارچه‌های ژاکاردِ بته‌جقه ساخته شده بودند. اترو سپس مجموعهٔ خانگی خود را در سال ۱۹۸۵ میلادی آغاز کرد. مجموعهٔ عطرها در سال ۱۹۸۹ میلادی، اولین بار در بوتیک پرچمدار عطرهای میلان، واقع در خیابان وری راه‌اندازی شد. افزوده‌های اخیر این خط عبارتند از راجستان و ژاکارد. اولین نمایش مد اترو در هفتهٔ مد میلان در سال ۱۹۹۶ میلادی برگزار شد. این شرکت فروش خود را از طریق درح آگهی-تبلیغاتی در نیویورک تایمز از سال ۱۹۹۹ میلادی آغاز کرد، و در سال ۲۰۱۳ میلادی شروع به فروش لباس‌های خود به صورت آنلاین علاوه بر فروشگاه‌های خرده‌فروشی کرد. در سال ۲۰۱۴ میلادی، تک‌نگاشتی دربارهٔ تاریخ شرکت با عنوان اترو توسط انتشارات ریتسولی منتشر شد.
تا سال ۲۰۱۸ میلادی، اترو درآمد سالانهٔ ۳۷۲ میلیون دلاری را گزارش کرد. تا سال ۲۰۲۱ میلادی، این شرکت دارای ۱۴۰ پرچمدار در ۵۸ کشور با بوتیک در شهرهایی مانند میلان، لندن، پاریس، نیویورک، پکن و توکیو بود. در آن سال، با افتتاح یک شرکت تابعه در سئول، کنترل تجارت خود در کرهٔ جنوبی را نیز در دست گرفت.
در سال ۲۰۲۱ میلادی، ال کاترتون با خرید ۶۰ درصد از سهام اترو موافقت کرد، در معامله‌ای که ارزش شرکت را حدود ۵۰۰ میلیون یورو (۵۹۰ میلیون دلار) می‌کرد. در سال ۲۰۲۲ میلادی، اترو طراح، مارکو د وینچنتسو را به عنوان مدیر خلاق جدید خود برای مجموعه‌های زنانه، مردانه و خانگی منصوب کرد، و او را به اولین طراح اصلی برندِ خارج از خانوادهٔ اترو تبدیل کرد.